# Николенко, Николай Иосифович
Николай Иосифович Николенко, (10 сентября 1912, дер. Алексеевка Елисаветградского уезда Херсонской губернии  — 12 мая 1975, Мюнхен, Германия) — русский живописец и иконописец, иллюстратор

### Биография
Родился 10 сентября 1912 г. в деревне Алексеевка Елисаветградского уезда Херсонской губернии в семье священника. Рос в Киеве. Его отец погиб в застенках советских карательных органов, мать была репрессирована.
В 1928 г. поступил в художественную студию Крюгера-Прахова в Киеве.
В 1930 г. перешёл в Киевский художественный институт в мастерскую профессора Михаила Бойчука, знатока византийского и древнерусского искусства, погибшего в советских лагерях.
В 1932 г. уехал из Киева и плавал моряком на международных рейсах.
В 1933 г. был арестован и приговорён к 5 годам лишения свободы.
В 1933-1939 гг. находился в заключении в лагере. В 1939 г. был снова арестован по обвинению в подготовке вооружённого восстания. Приговорён к расстрелу, с заменой 10-летним заключением.
В 1940 г. освобождён по амнистии.
В 1941 г. был призван в армию и, как бывший заключённый, направлен в штрафной батальон. Был несколько раз ранен, попал в немецкий плен и отправлен в рабочий лагерь под Дрезденом. Работал на фабрике в рабочем лагере в Дрездене до окончания войны. После окончания войны избежал принудительной выдачи в СССР.
В 1950 г. с помощью Толстовского фонда эмигрировал в США.
В 1970 г. переехал на постоянное жительство в ФРГ.
Скончался 12 мая 1975 г. в г. Мюнхен (Германия).

### Творчество
Зарабатывал на жизнь, иллюстрируя книги, работал театральным художником. После окончания войны вернулся к живописи, искал рецепты красок старых мастеров. Преподавал в Русской художественно-промышленной школе в г. Гамбург, организованной Г.Я. Киверовым и А.А. Абрамовым. Основная направленность школы – разработка проблем стилистики и техники византийской и древнерусской иконописи и фрески. Одновременно писал иконы для церкви Успения Пресвятой Богородицы в лагере Фишбек (Германия). В 1951 г. после эмигрирации в США в Фордэмском университете состоялась первая выставка Николенко. В 1956 году участвовал в выставке византийского искусства в Вашингтоне. Автор выставки документальных рисунков «Колыма». Участвовал в выставке «Искусство США в 1958 г.». В 1961 г. состоялась персональная выставка Николенко в музее Атланты, вызвавшая интерес к творчеству художника. В 1962 г. выполнил 104 рисунка для книги «Мифы о героях» - сборника легенд разных народов в пересказе Нормы Лорри Гудрич, изданной «Орион Пресс». В 1969 г. вернулся к изображению природы, к архитектурным пейзажам и сюрреализму. Оформлял книги А. Галича, А.В. Кузнецова, Дж. Орвелла и др. авторов, выходивших в свет в издательстве «Посев» (Франкфурт-на-Майне).
«В небольшом салоне художника Николая Иосифовича Николенко собирались многие художники зарубежья, в том числе и Сергей Петрович Иванов, внук Фета, старый эмигрант из Парижа, друг Александра Бенуа, Серебряковой» (Сергей Голлербах)

### Семья
Жена  - Лада Ростиславовна Николенко (урождённая Воинова) (1915, Петроград - 5 июля 1996, ФРГ) — доктор истории искусства, донская казачка, её крестным отцом был Казимир Малевич. Изучала историю искусства в США и в Англии. Автор многочисленных трудов об искусстве и автобиографического романа “Как пыль из степи”.

## Персональные выставки
- 1956 - Персональная выставка в музее Атланты, США.
- 1951 - Персональная выставка в Фордэмском университете США
- 1956 - Выставка Византийского искусства в Вашингтоне
- 1958 - Участвовал в выставке «Искусство США»